# 195 (szám)
A 195 (százkilencvenöt) a 194 és 196 között található természetes szám.
A 195 tizenegy egymást követő prímszám összege:
3 + 5 + 7 + 11 + 13 + 17 + 19 + 23 + 29 + 31 + 37 = 194
A 195 a legkisebb olyan szám, amely 16-féleképpen kifejezhető különböző négyzetszámok összegeként. (A097563 sorozat az OEIS-ben).
A 195 Harshad-szám, mert osztható a tízes számrendszerben vett számjegyeinek összegével.
A 195 szfenikus szám, mert három különböző prímszám szorzata.
A 140-nel kvázibarátságos számpárt alkot.
Huszonegyszögszám. Középpontos tetraéderszám.